# كنيسة القلب المقدس (الدار البيضاء)
كنيسة القلب المقدس في الدار البيضاء (بالفرنسية: Église du Sacré-Cœur de Casablanca) هي كنيسة تقع في مدينة الدار البيضاء في المغرب. معروفة خطأً باسم كاتدرائية الدار البيضاء، وهذه التسمية خاطئة لأن الكنيسة لم تكن كاتدرائية يقيم فيها أسقف أبدًا. شُرع في بناءها في عام 1930 وانتهى سنة 1962 وبعد استقلال المغرب في عام 1956 توقفت عن العمل ككنيسة بسبب إجلاء الجالية المستعمرة، ولكن احترامًا للدين المسيحي أصبحت مركزا ثقافيًا محافظة على رونقها الأوروبي المتميز.
تم تصميم الكاتدرائية من طرف المهندس المعماري الفرنسي بول توغنون باستخدام الأسلوب النيو-قوطي.

## الوصف:
كنيسة القلب المقدس تقع في ملتقى شارع الجزائر وشارع الراشدي بحي "كوتيي" بالدار البيضاء .بناية كولونيالية فرنسية ،ذات طابع أوروبي حيث بُنيت وفق الأسلوب النيو-قوطي ، الذي تطور في العصور الوسطى بفرنسا.
الكنيسة عبارة عن بناية بيضاء، لها نوافذ على كل الواجهات ،تحيط بها حديقة جامعة الدول العربية.

## الأهمية:
تعتبر اليوم معلمة سياحية بالدار البيضاء تستقطب الزوار، تم تأهيلها وترميمها ، وتحويلها إلى فضاء ثقافي متعدد الاستعمالات
مثل: إحياء الحفلات الموسيقية ،المسرح، وللمعارض المحلية لتعزيز المشهد الثقافي في الدار البيضاء.

## هوامش
- كاتدرائية القلب المقدس، الدار البيضاء - Sacred-destination.com